# Borci Donji
Borci Donji (cyr. Борци Доњи) – wieś w Bośni i Hercegowinie, w Republice Serbskiej, w gminie Kotor Varoš. W 2013 roku liczyła 255 mieszkańców.